# Marcelo González Martín
Marcelo González Martín (Valladolid, 16 de janeiro de 1918 — Palência, 25 de agosto de 2004) foi um cardeal espanhol e uma figura de referência na Igreja Católica na Espanha.

## Biografia
González Martín foi educado no Seminário de Valladolid e na Universidade Pontifícia Comillas, onde obteve o grau de Doutor em Teologia. Foi ordenado em 29 de junho de 1941 em Valladolid. De 1941 a 1960 foi, sucessivamente, membro do corpo docente do Seminário de Valladolid; membro do corpo docente da Universidade de Valladolid; agente pastoral na arquidiocese de Valladolid; capelão diocesano da Ação Católica; fundador do "Patronato de San Pedro Regalado" para construção de casas para famílias pobres; cônego do capítulo da catedral; e juiz sinodal. Também viajou por toda a Espanha realizando exercícios espirituais e realizando conferências sobre fé e espiritualidade. Foi criado prelado doméstico de Sua Santidade em 24 de março de 1960.
Foi nomeado bispo de Astorga pelo Papa João XXIII 31 de dezembro de 1960 e ordenado em 5 de março de 1961, na Catedral de Nuestra Señora de la Asunción de Valladolid, através do então núncio apostólico na Espanha, Arcebispo Ildebrando Antoniutti. Os principais co-consagradores foram Luis Almarcha Hernández, Bispo de Leão, e José María Cirarda Lachiondo, Bispo auxiliar de Sevilha. Fez sua entrada solene na Diocese em 19 de março. Em seu escudo episcopal estão os anagramas da Ação Católica e da Cáritas com o lema “Pauperes evangelizantur” (“Os pobres são evangelizados”). Participou do Concílio Vaticano II em Roma de 1962 a 1965.
Foi promovido a arcebispo titular de Case Mediane e coadjutor de Barcelona em 21 de fevereiro de 1966 pelo Papa Paulo VI. Entrou na Arquidiocese em 19 de maio de 1966. Com a renúncia de Gregorio Modrego y Casaus, tornou-se arcebispo de Barcelona em 7 de janeiro de 1967 e pôs em prática na arquidiocese os parâmetros do Vaticano II. Apesar de uma oposição inicial, por não ser um catalão, Dom Marcelo promoveu o uso da língua catalã na catequese e na liturgia, conseguiu a nomeação de quatro bispos auxiliares catalães e fez esforços efetivos para que o uso do catalão fosse reconhecido na Lei de Educação de 1970. Sua intensa atividade docente durante o tempo Barcelona consiste em mais de 100 documentos pastorais e cerca de 800 sermões, que foram posteriormente publicados em quatro volumes.
Foi transferido para a sede metropolitana e primacial de Toledo em 3 de dezembro de 1971. Fez sua entrada na arquidiocese em 23 de janeiro de 1972, dia solenidade do padroeiro Santo Ildefonso de Toledo. Entre suas inúmeras ações no governo de Toledo, promoveu a reforma do Rito moçárabe. Esta iniciativa e o seu trabalho foram respaldados com a celebração de uma Missa em Rito Hispânico Moçárabe presidida pelo Papa João Paulo II na Basílica de São Pedro, em 29 de maio de 1992.Teve sua renúncia por idade ao governo da arquidiocese aceita em 23 de junho de 1995. Em 24 de setembro do mesmo ano tornou-se arcebispo emérito da arquidiocese de Toledo.
Devido à sua condição de Primaz da Espanha, presidiu o funeral do General Franco (1975). Por exercer essa posição até 1995, é considerado uma figura fundamental, junto com o cardeal Vicente Enrique y Tarancón (a quem sucedeu como cardeal primaz da Espanha), da Igreja Católica espanhola durante a transição para a democracia.
Foi criado e proclamado Cardeal-Sacerdote de Sant'Agostino pelo Papa Paulo VI no consistório de 5 de março de 1973. Participou dos conclaves que elegeram o Papa João Paulo I e o Papa João Paulo II. Foi membro das Congregações da Doutrina da Fé, da Evangelização dos Povos e do Clero.
Após ser nomeado Arcebispo de Toledo, e conforme as disposições legais, tomou posse como Conselheiro de Estado em Madrid, em 23 de março de 1972. Em 1972 foi eleito membro da Real Academia de Ciências Morais e Políticas; foi feito doutor Honoris Causa pela Universidade de Castela-La Mancha em 1995; e, desde 1998, foi acadêmico de honra da Real Academia de Doutores. Recebeu o Prêmio de Castela e Leão das Ciências Sociais e Humanas, em 2000, e também a Medalha de Ouro de Castela-La Mancha em 2003. Estava em posse também da Grã-Cruz Eclesiástica da Ordem Militar e Hospitalária de São Lázaro de Jerusalém.
Faleceu em 25 de agosto de 2004, aos 86 anos, em sua residência de Fuentes de Nava (Palência), e está enterrado na na capela de Santo Ildefonso, na Catedral de Toledo, em frente ao o túmulo do Cardeal Gil Álvares de Albornoz.

## Livros publicados
- Alimentar nuestra vida con el concilio, Madrid, Palabra, 1987
- Amo a la Virgen de Guadalupe, Toledo: M. González Martín, D.L., 1983; Madrid, Gráf. Offsetti. ISBN 84-300-9985-9
- Astorga, diócesis misionera, hacia América con la OCSHA, Valladolid, Edit. Sever Cuesta, 1964.
- Creo en la Iglesia, Madrid, La Editorial Católica, 1974.
- El valor de lo sagrado, Toledo : Estudio Teológico de San Ildefonso, D.L. 1986. ISBN 84-398-6641-0
- En el corazón de la Iglesia, Toledo : Estudio Teológico de San Ildefonso, D.L. 1987. ISBN 84-398-9463-5
- Enrique de Ossó: la fuerza del sacerdocio, La Edictorial Católica, 1983. ISBN 84-220-1103-4
- Escritos sobre la transición política española (1977-1984), Toledo, Instituto Teológico San Ildefonso, Servicio de Publicaciones, 2006
- Evangelizar, Toledo : Estudio Teológico de San Ildefonso, D.L. 1988. ISBN 84-404-1573-7
- Fuertes en la fe, Barcelona, Balmes, 1968
- Hijos de la luz, Predicación cuaresmal, Barcelona, Balmes, 1971
- Iglesia y política en la España de hoy (Textos de Vicente E. y Tarancón, Marcelo González, Narciso Jubany; prólogo e introducción de Olegario González de Cardenal), Salamanca, Sigueme, 1980
- La acción pastoral del sacerdote en Barcelona, Barcelona, Comisión Diocesana para los Medios de Comunicación Social, 1967
- La Cuaresma y la práctica de los Ejercicios Espirituales de San Ignacio, Barcelona, Imp. Fidel, 1969.
- La fe coneguda, viscuda i estimada, Barcelona, Comissió Diocesana Pels Medis de Comunicació Social, 1967. / La fe, conocida, vivida y amada, Barcelona, Comisión Diocesana para los Medios de Comunicación Social, 1967
- La figura del sacerdote, hoy. El sacerdote y el sacrificio de Cristo, Madrid, Bruño, 1971
- La Virgen Maria y la juventud, Barcelona, Balmes, 1970
- Los valores de siempre, Toledo, Estudio Teológico de San Ildefonso, 1995
- Luces y sombras en la Iglesia de hoy. Necesidad de criterios claros y acertados. Conferencias pronunciadas en el Colegio del Arte Mayor de la Seda de Barcelona. Diciembre de 1968, Barcelona, Balmes, 1969
- Teresa de Jesús en la Iglesia, Toledo: s.n., 1983 (Ávila : Gráf. Carlos Martín. ISBN 84-300-9487-3)
- Un seminario nuevo y libre, ¿Más sacerdotes o más seglares?, Toledo, s.n., 1973 (Imp. Serrano)
- Unidos en la esperanza, Barcelona, Balmes, 1969
- Véante mis ojos: Santa Teresa, para los cristianos de hoy : 27 homilías (1972-2003) en la fiesta de la Transverberación de Santa Teresa, en el Carmelo de la Encarnación de Ávila, Madrid: Edibesa, 2003. ISBN 84-8407-406-4

## Artigos
- «Cuestiones emergentes en torno al monoteísmo». Revista de la Facultad de Teología de la Pontificia Universidad Católica Argentina, Nº. 81, 2003, pp. 83–114, ISSN 0328-1396
- «El ateísmo en el mundo político». Anales de la Real Academia de Ciencias Morales y Políticas, Nº 73, 1996, pp. 477–486, ISSN 0210-4121
- «El Concilio III de Toledo, identidad católica de los pueblos de España y raíces Cristianas de Europa». Altar Mayor, Nº. 111, 2007 (Ejemplar dedicado a: XIII Conversaciones en el Valle.), pp. 113–132
- «El Ecumenismo y la Europa unida». Anales de la Real Academia de Ciencias Morales y Políticas, Nº 63, 1986, pp. 17–46
- «El futuro inmediato del catolicismo en España». Anales de la Real Academia de Ciencias Morales y Políticas, Nº 75, 1998, pp. 551–560
- «El III Concilio de Toledo: Identidad católica de los pueblos de España y raíces cristianas de Europa». Anales de la Real Academia de Ciencias Morales y Políticas, Nº 66, 1989, pp. 67–84
- «El movimiento "Cristianos para el Socialismo"». Anales de la Real Academia de Ciencias Morales y Políticas, Nº 53, 1976, pp. 45-66
- «El pontificado de Juan Pablo II». Razón española: Revista bimestral de pensamiento, Nº. 131, 2005, pp. 299–301, ISSN 0212-5978
- «El sacerdocio femenino». Anales de la Real Academia de Ciencias Morales y Políticas, Nº 65, 1988, pp. 145–158, ISSN 0210-4121
- «La agricultura en el magisterio de la Iglesia». Anales de la Real Academia de Ciencias Morales y Políticas, Nº 72, 1995, pp. 455–472
- «La falta de interioridad, drama de la cultura actual y de la Iglesia». Anales de la Real Academia de Ciencias Morales y Políticas, Nº 54, 1977, pp. 43–60
- «La Iglesia de hoy ante la idea de una Europa unida». Anales de la Real Academia de Ciencias Morales y Políticas, Nº 62, 1985, pp. 7–22
- «La Iglesia en la perspectiva del tercer milenio». Anales de la Real Academia de Ciencias Morales y Políticas, Nº 74, 1997, pp. 447–454
- «La potestad Sagrada de la Iglesia». Aspectos de la función de gobierno en la Iglesia: XVI Jornadas de la Asociación Española de Canonistas / coord. por Avelina Rucosa Escudé, 1998, pp. 9–54, ISBN 84-7299-408-2
- «La violencia en el Antiguo Testamento». Anales de la Real Academia de Ciencias Morales y Políticas, Nº 64, 1987, pp. 205–220
- «Noticia de los dos últimos conclaves». Anales de la Real Academia de Ciencias Morales y Políticas, Nº 56, 1979, pp. 25–44
- «Nueva contribución de la Iglesia al anhelo de una Europa unida». Anales de la Real Academia de Ciencias Morales y Políticas, Nº 67, 1990, pp. 9–16
- «Nuevos escenarios y líneas emergentes en la teología católica contemporánea». Revista de la Facultad de Teología de la Pontificia Universidad Católica Argentina, Nº. 84, 2004, pp. 41–66, ISSN 0328-1396
- «Responsabilidad de la familia cristiana hoy». Escritos de homenaje a S.S. Juan Pablo II, 1982, pp. 41–63
- «Revisión de la figura del Cardenal Gomá». Anales de la Real Academia de Ciencias Morales y Políticas, Nº 61, 1984, pp. 59–68
- «Sobre la evangelización de América». Anales de la Real Academia de Ciencias Morales y Políticas, Nº 70, 1993, pp. 139–154
- «Temas y estilo emergentes en la teología contemporánea: un análisis a partir del itinerario “sintomático” de David Tracy». Revista de la Facultad de Teología de la Pontificia Universidad Católica Argentina, Nº. 86, 2005, pp. 91–108

## Bibliografía
- González Chaves, Alberto J.: Don Marcelo, “amigo fuerte de Dios”, vida y semblanza del Cardenal Primado de España Don Marcelo González Martín, Madrid, Edibesa, 2005. ISBN 978-84-8407-575-2 (13) ISBN 84-8407-575-3 (10)
- Palmero Ramos, Rafael: Don Marcelo González Martín, Cardenal Arzobispo de Toledo, diez años de servicio episcopal en la diócesis primada, Ávila, Gráf. C. Martín, 1983. ISBN 84-300-5194-5 (10)